# El Eco de Álava
El Eco de Álava fue un periódico editado en Vitoria entre 1914 y 1916.

## Descripción
Afín al carlismo, nació el 15 de mayo de 1904 como continuación de El Jaimista, desaparecido por aquellas fechas, y en un principio iba a titularse El Eco de Vitoria. Subtitulado «diario de la tarde», lo imprimía Fuertes y Marquínez primero y La Editorial, imprenta propia, desde el número 154. Constaba de cuatro páginas de 62 por 45 centímetros a seis columnas. Tenía oficinas y talleres en la calle de San Prudencio de la capital alavesa. Dirigido por un Vélez de Guevara, «colaboraron ―según asegura Navarro Cabanes― los mejores escritores del partidos, hizo brillantísimas campañas políticas y locales, publicó numerosos grabados y fué un periódico a la moderna por todos sus servicios». Ahogado por la crisis del papel, sucumbió y hubo de despedirse de sus lectores en el número 588, de 29 de abril de 1916. «Creemos que nos retiramos después de haber dejado cumplidos nuestros deberes. Sacrificios, persecuciones, desengaños... todo lo damos por bien empleado, porque miramos siempre muy alto cuando iniciamos alguna campaña», se puede leer en ese último número.